# 김인강
김인강은 대한민국의 드라마 작가다. 

## 주요 작품

### 드라마
- 2016년  SBS 아침 일일연속극 《사랑이 오네요》 ... 집필
- 2019년  SBS 아침 일일연속극 《수상한 장모》 ... 집필
- 2022년  KBS2 저녁 일일연속극 《완벽한 복수》 ... 집필